# Афінський концерт-холл «Мегарон»
37°58′52″ пн. ш. 23°45′15″ сх. д. / 37.98111° пн. ш. 23.75417° сх. д.
Афінський концерт-холл «Мегарон» (грец. Μέγαρον Μουσικής Αθηνών), «Мегаро Мусікіс», іноді Мегарон, розташований на проспекті Королеви Софії в Афінах. Мегарон чудово облаштований та відповідає усім необхідним вимогам, аби приймати на своїй сцені найкращі опери світу.
Поблизу концерт-холлу розташована однойменна станція Афінського метрополітену «Мегаро-Мусікіс».

## Історія
Афінський концерт-холл був відкритий 1991 року із двома залами. 2004 року він був доповнений ще двома залами. Тож нині має чотири зали: дві великих та дві малих:
- Зала «Христос Ламбракіс», або Зала любителів музики вміщує 1 961 глядача. У ній розташований найбільший орган Греції із 6 080 трубками, створений на спеціальне замовлення компанією Klais Orgelbau.
- Зала Димітріса Мітропулоса на 494 місце здебільшого використовується для концертів камерної музики.
- Зала Александри Тріанті вміщує 1 750 глядачів.
- Зала Нікоса Скалькоттаса використовується для проведення конференцій, музичних форумів та невеликих концертів.

Багаторічним спонсором та президентом концерт-холлу був грецький видавець, медіа-магнат, Христос Ламбракіс. Чинним головою Ради «Мегаро Мусікіс» став Іоанніс Манос.
2011 року Афінський концерт-холл святкував своє 20-річчя. Заплановане широке коло заходів. Також цього року він став основним майданчиком проведення заходів з нагоди 100-річчя від дня народження грецького нобелівського лауреата в галузі літератури Одіссеаса Елітіса, у зв'язку з чим 2011 рік в Греції названий «Роком Елітіса».